# Cocotte Minute
Cocotte Minute je česká crossover kapela.
Cocotte Minute se řadí mezi absolutní špičku nejen v rámci svého žánru ale i celé české klubové scény. Skupina je oceňována za svůj hudební nadhled a silné české texty. Během svého působení již absolvovala turné po Ukrajině, Bělorusku či Francii a má za sebou jednotlivá vystoupení v Itálii, Chorvatsku a na Slovensku. V roce 2004 vydala kapela své debutové album Czeko, které je považováno za jedno z nejúspěšnějších alb tvrdšího žánru v historii české populární hudby. Následovala další alba Proti Sobě (2006), Sado Disco vol.1 (2010), Sado Disco vol.2 (2012), poté si kapela dala dvouletou pauzu. Roku 2015 kapela vydala živé videoalbum !Rituál, Kmen a Srdce a Kmen! (2015) na jehož realizaci získala více než čtvrt milionu korun skupinovým financováním. Za album získala kapela ocenění Album roku v prestižní anketě Žebřík 2016. Poté vydala album Veď mě (2018). V roce 2022 kapela oznámila vydání dalšího EP jménem Zllá láska, které vyšlo v roce 2023.
Cocotte Minute vydali přes 20 videoklipů a absolvovali více než 700 koncertů. Na svém kontě mají klip na jeden záběr, křest tour v sexshopu a koncert pro vězně v Mírově. Poslední EP vzniklo v Melon FM Studiu ve Vídni v produkci Mika Wolffa, kytaristy rakouských Kontrust. V roce 2021 uspořádali charitativní akci Metal dětem pro podporu samoživitelek a samoživitelů, které poškodila pandemie koronaviru. Ve výsledku rozdělili společně s nadací Znesnáze 21 více než 300 000,- Kč mezi desítky postižených rodin.Mají za sebou turné např. s Danielem Landou, Trauntenberkem, Dymytry či Elektrick Mannem.
Skupina pravidelně vystupuje na většině hlavních českých festivalů, klubových turné a výjimečně i na zahraničních výjezdech. Výraz „Cocotte Minute“ znamená ve francouzštině tlakový hrnec. Zeller příhodu, jak získali svůj název popisuje slovy: Přišlo to smskou od kamarádky. Že prej si to bude každej pamatovat. A měla pravdu.

## Sestava 2022
- Martin Zeller – zpěv
- Ondřej "Czendál" Voršilka – kytara
- Roman Knop - kytara
- David Vřešťál – basa
- Martin Švec – bicí

## Diskografie

### Dema
- 2000 Taxe na to
- 2002 Czeko
- 2004 Czeko / Kořeny

### Singly
- 2004 Měl bych tě sejmout (Monitor / EMI)
- 2005 Co s načatym večerem? (Monitor / EMI)
- 2006 Kopem (EMI)
- 2007 Můj čas (EMI)
- 2008 Nenávist (Sado Disco Crew)
- 2009 1-2-3 vpřed (Sado Disco Crew)
- 2012 Holka mojí holky (Sado Disco Crew)
- 2015 Srdce (Sado Disco Crew)
- 2015 Nazdar (Sado Disco Crew)
- 2016 Lodě (Sado Disco Crew)
- 2016 Tanči (Sado Disco Crew)
- 2018 Zapal! (Sado Disco Crew / ZLLO.CZ)
- 2018 Králům Koruny (Sado Disco Crew / ZLLO.CZ)
- 2022 Řeka
- 2023 Černý šaty
- 2023 Milujem se čím dál víc

### Alba
- 2004 Czeko (Monitor / EMI)
- 2006 Proti sobě (EMI)
- 2009 Sado Disco Vol.1 (Sado Disco Crew)
- 2010 Sado Disco Vol.2 (Sado Disco Crew)
- 2015 !Rituál, kmen a srdce a kmen! (Sado Disco Crew / ZLLO.CZ)
- 2018 Veď mě! /EP/ (Sado Disco Crew / ZLLO.CZ)
- 2023 Milujem se čím dál víc /EP/ (Sado Disco Crew / ZLLO.CZ)